# 地方品种
地方品种又称农家品种或传统品种，是指在当地中选育或演化形成的、适应当地自然条件文化环境的植物或动物。

## 定义
在植物学中，地方品种这个概念有几种定义：

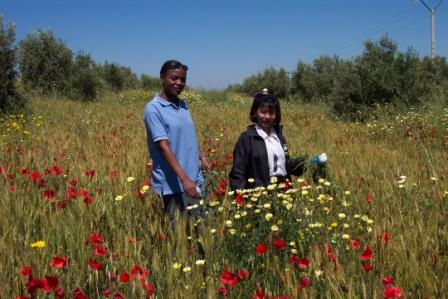
作物地方品种与作物野生近缘种的混合。

“地方品种种群通常在表型上变异较大，但它们具有一定程度的遗传完整性，并且在生物学形态上是可以辨认的。农户经常会给地方品种起个地方性的名字。每个作物地方品种都能够适应特殊的土壤类型，这些土壤类型的分类是按照农户自己的传统方法进行分类，如粘质或轻质、温或冷、干或湿、硬或软。作物地方品种也会以它们的期望用途来分类；在谷类中，不同的地方品种用于不同的用途，如用于制作面粉、粥、“小麦片”和制作啤酒的麦芽等等。地方品种所有的特性和成分都适应于地方性的气候条件、耕作措施和病虫害。” 但更重要的是，它们在遗传上是多样化的。它们是平衡的可变种群——其遗传动态与环境和病原体达成一种动态平衡。  
地方品种还可有另外的定义：
“土生土长 的地方品种指的是能够高度耐受生物和非生物胁迫，在低投入的农业体系中，产量中等且高度稳定的品种。”

### 进化过程
作物地方品种来自那些没有被种子公司或植物育种家系统地选择或销售的种子（野生物种）。作物地方品种是那些高度异质性的在又都有足够的共同点作为区别于其他作物材料的一个类群存在。
这样，作物地方品种就包括所有没有特定命名和估价的栽培材料。具有独特品质的一个地方品种，在长期以来为保持种群特性而进行的均一性选择下，可以进化成一个农家品种甚至就像是作物中现代品种一样：例如木豆中的一个叫Maruti的品种。 
相反地，一个现代品种在长期被农户种植条件下，如果不遵循保存育种原则进行提纯复壮的话，将可能会‘进化’成一个地方品种。
‘地方品种’和‘传统品种’这两个名词有时可互相代替。